# 纳奇巴赫-洛伊珀尔斯巴赫
纳奇巴赫-洛伊珀尔斯巴赫是奥地利下奥地利州诺因基兴县的一个市镇。总面积10.59平方公里，总人口1629人，人口密度153.8人/平方公里（2005年）。